# 크로아티아의 재외공관 목록

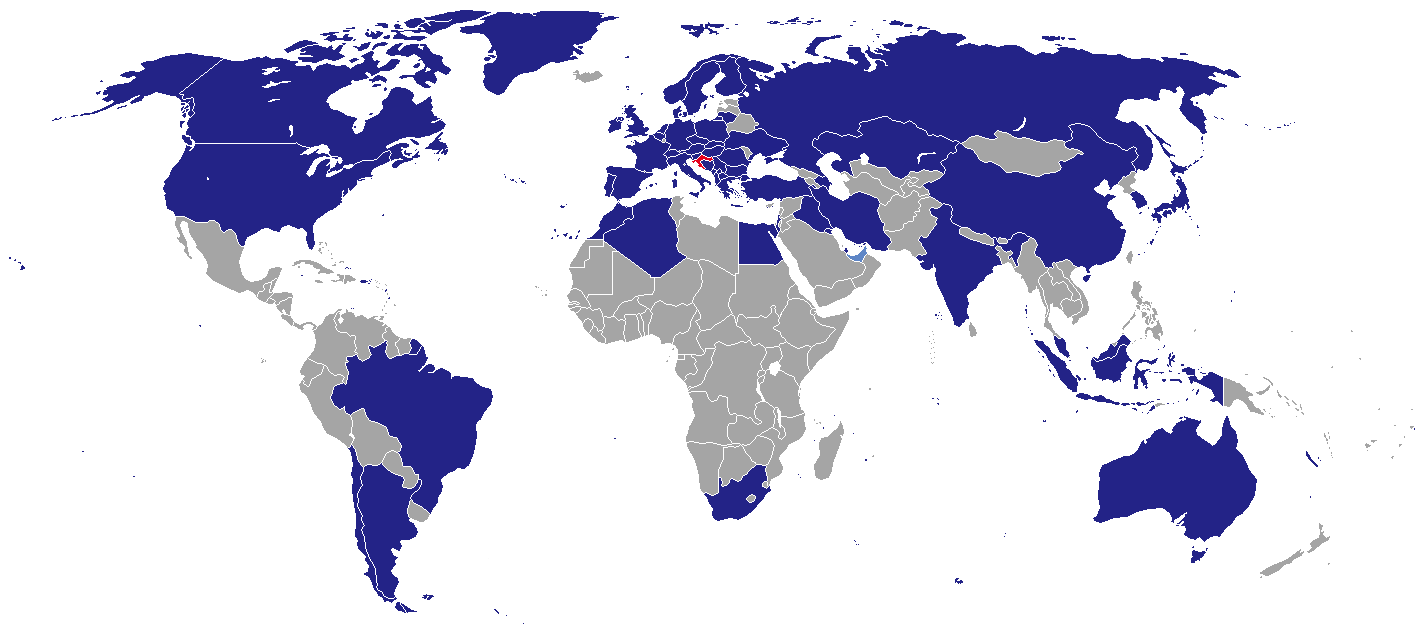
크로아티아의 재외공관

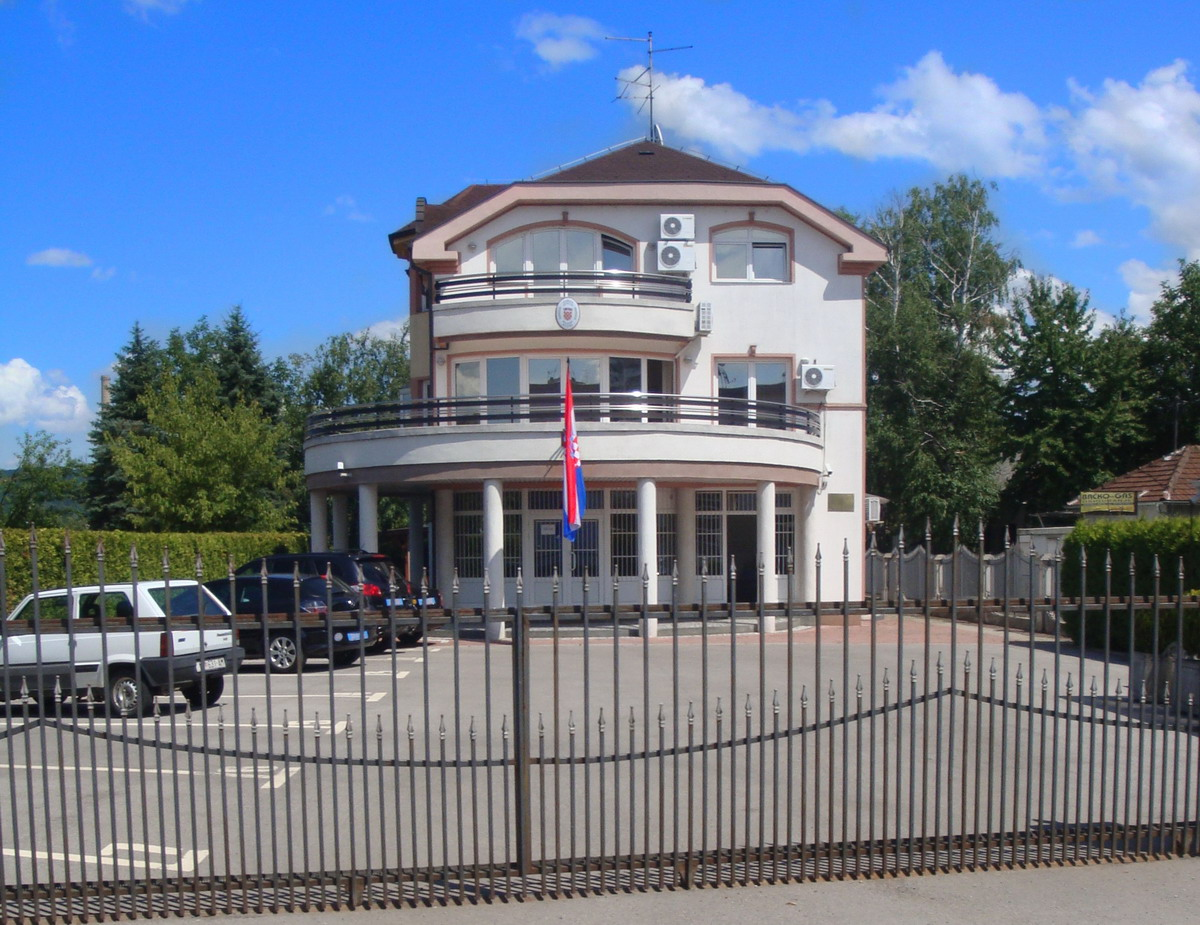
바냐루카 주재 크로아티아 총영사관

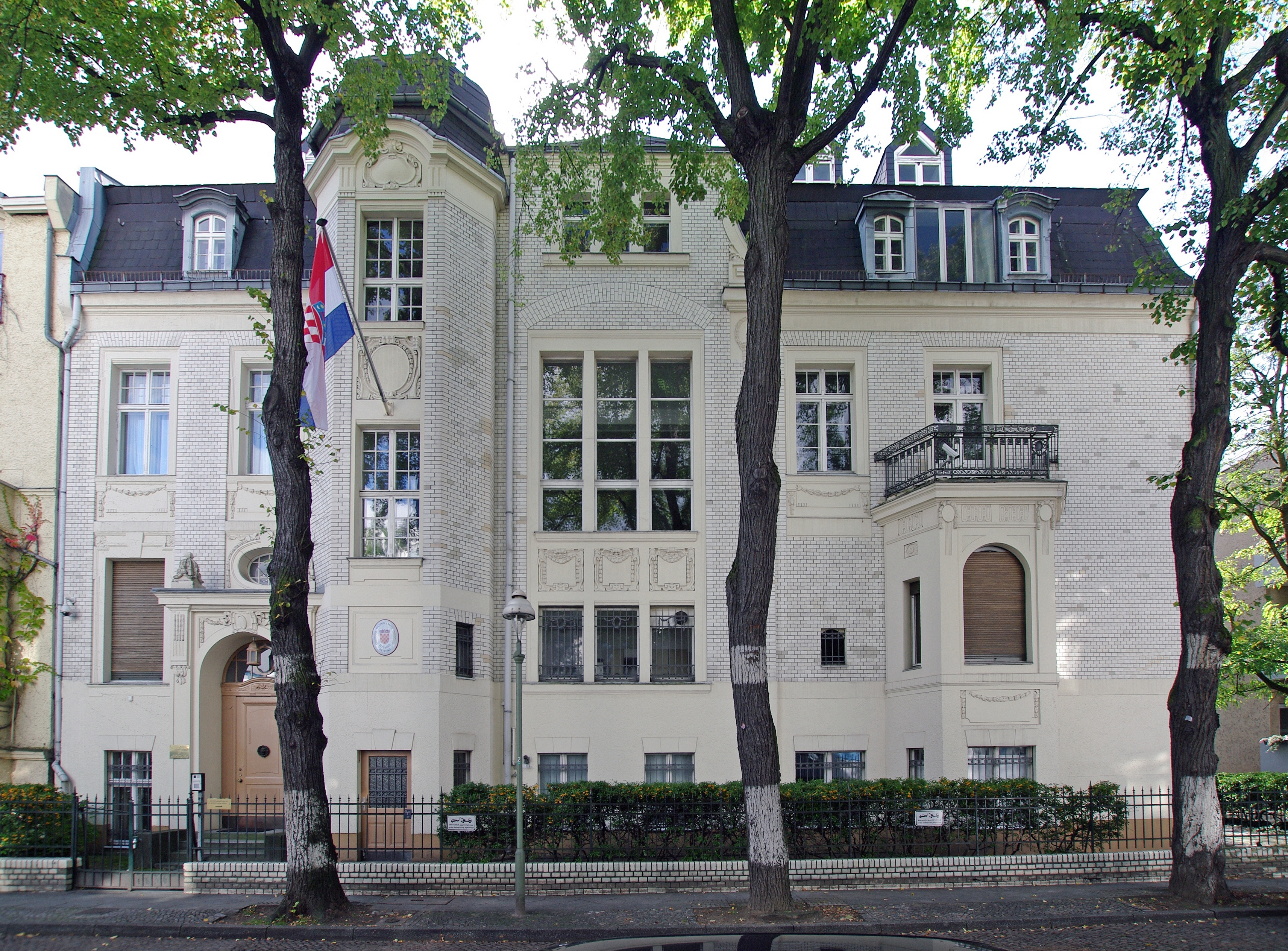
베를린 주재 크로아티아 대사관

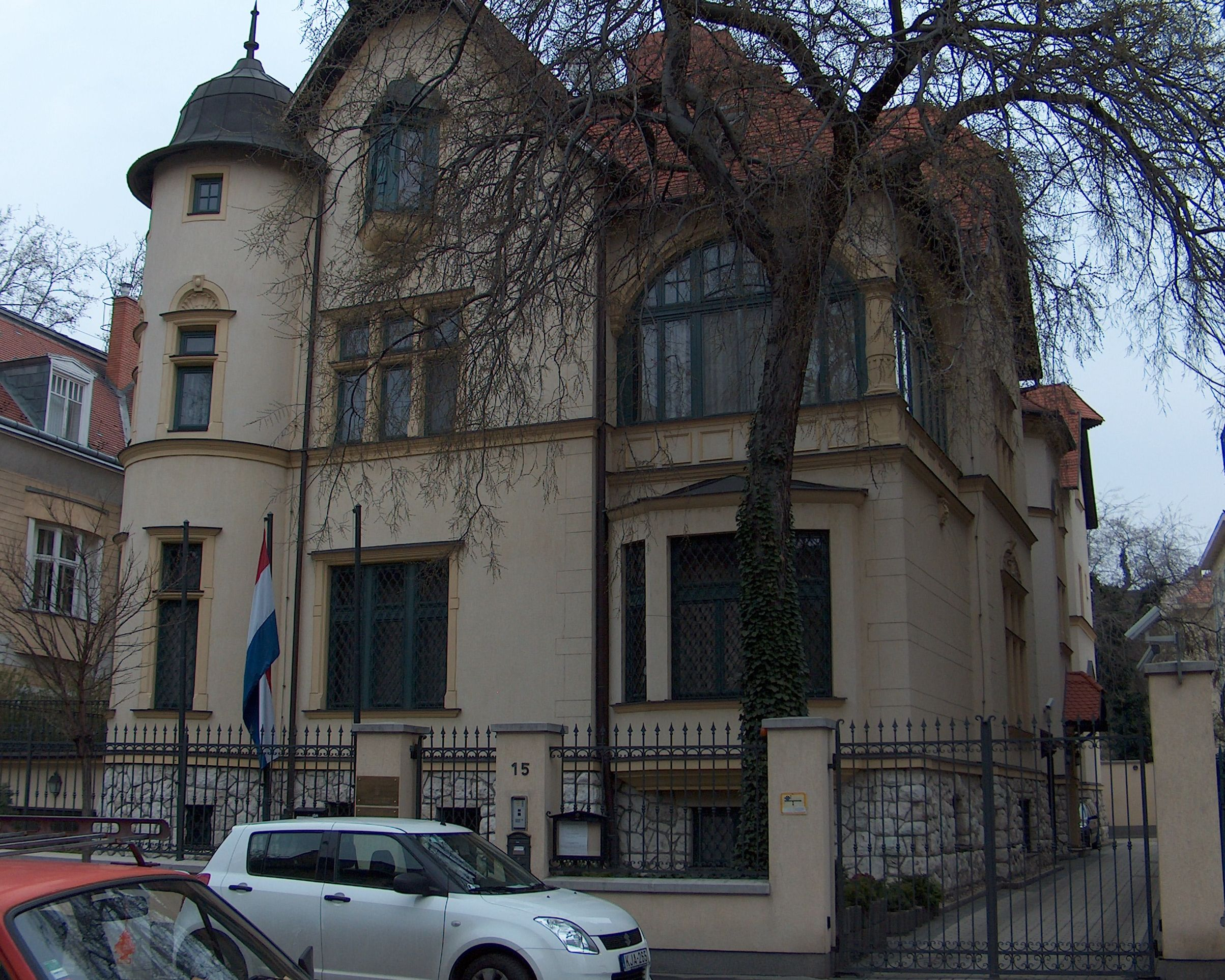
부다페스트 주재 크로아티아 대사관

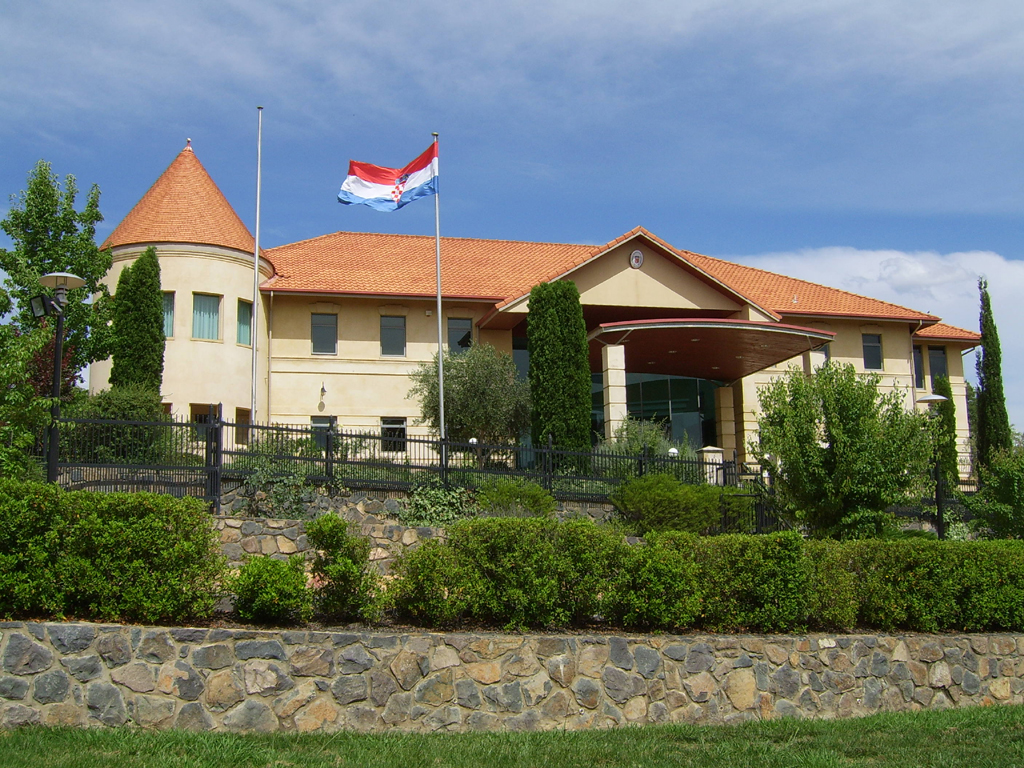
캔버라 주재 크로아티아 대사관

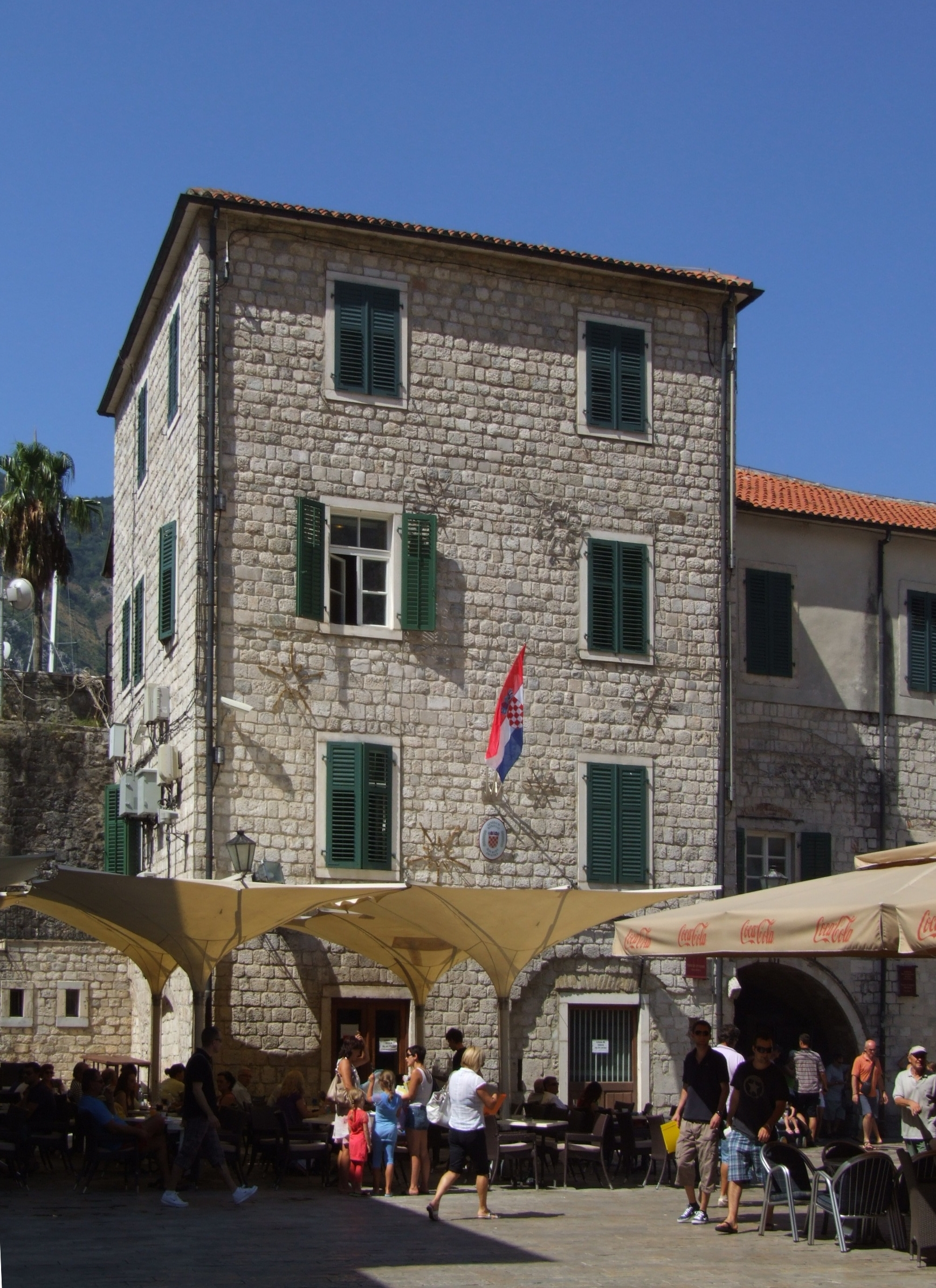
코토르 주재 크로아티아 총영사관

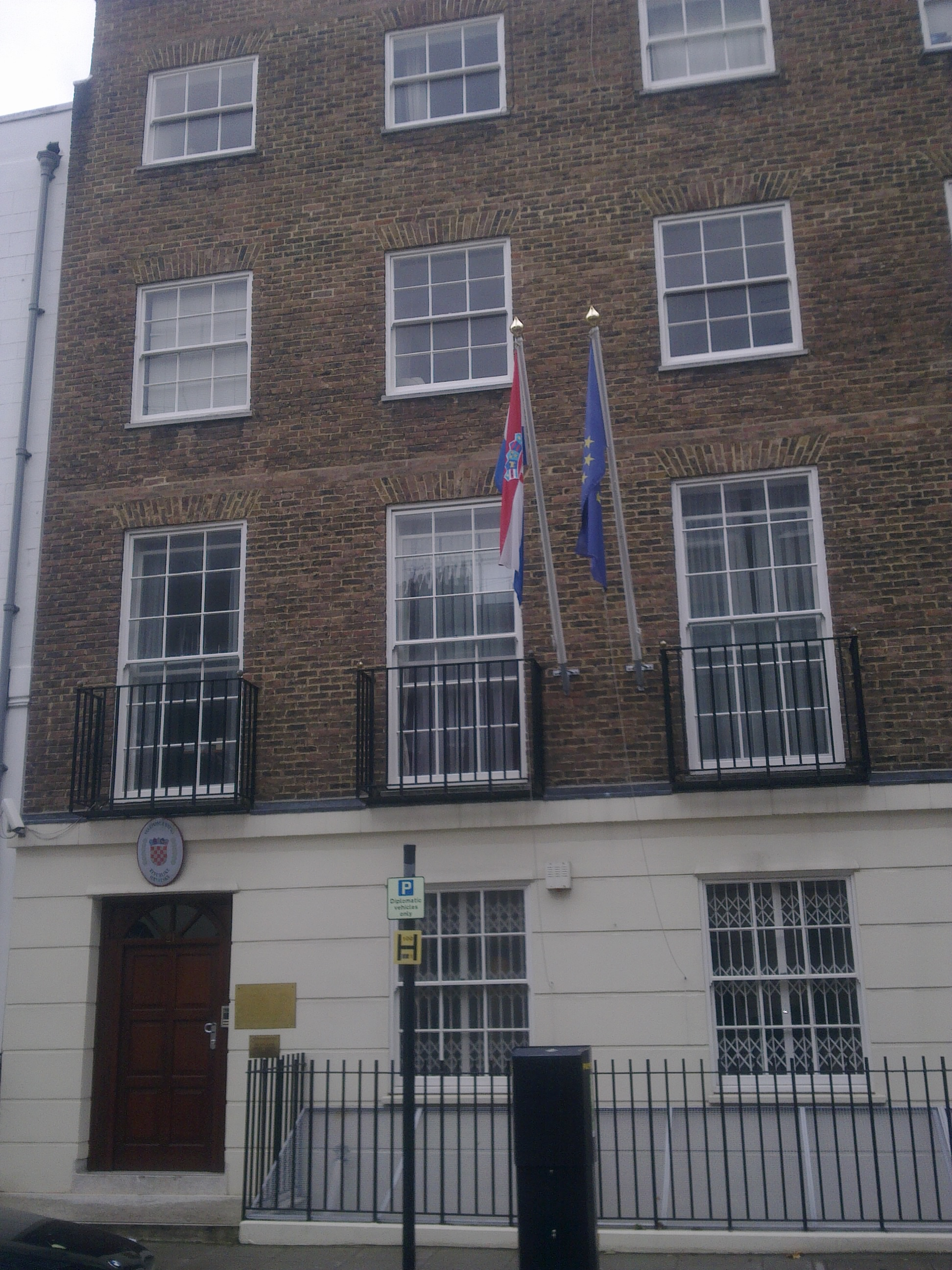
런던 주재 크로아티아 대사관

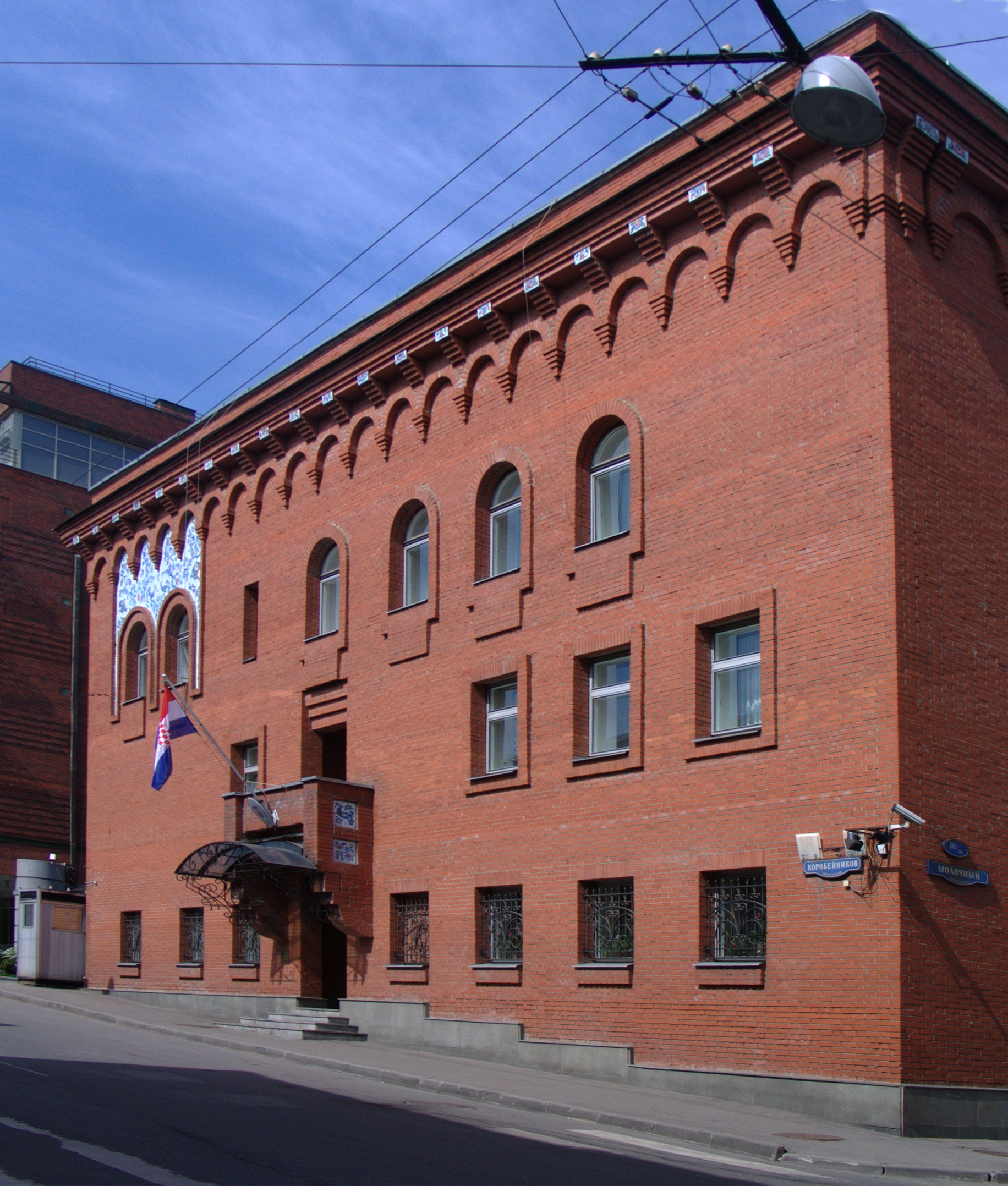
모스크바 주재 크로아티아 대사관

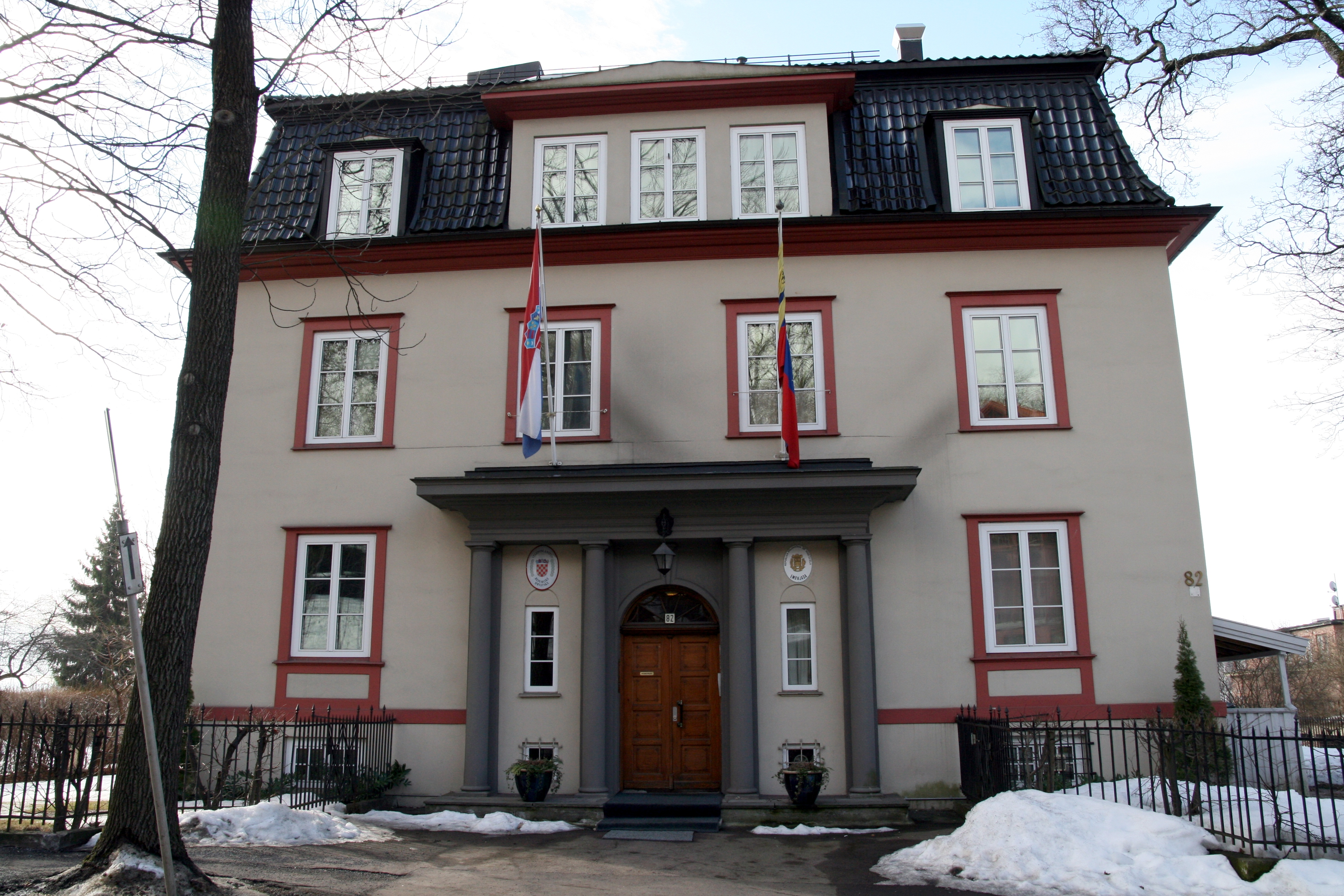
오슬로 주재 크로아티아 대사관

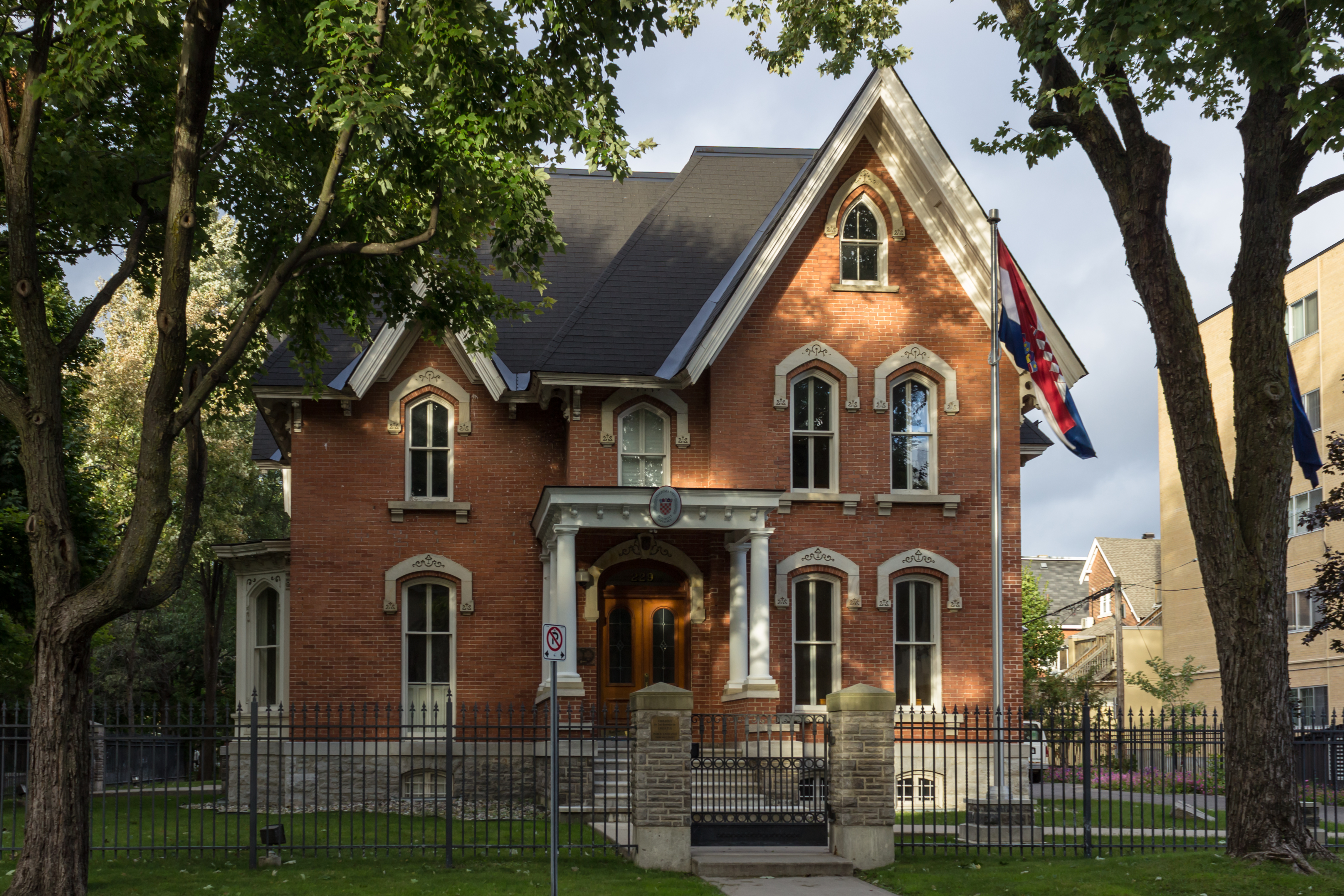
오타와 주재 크로아티아 대사관

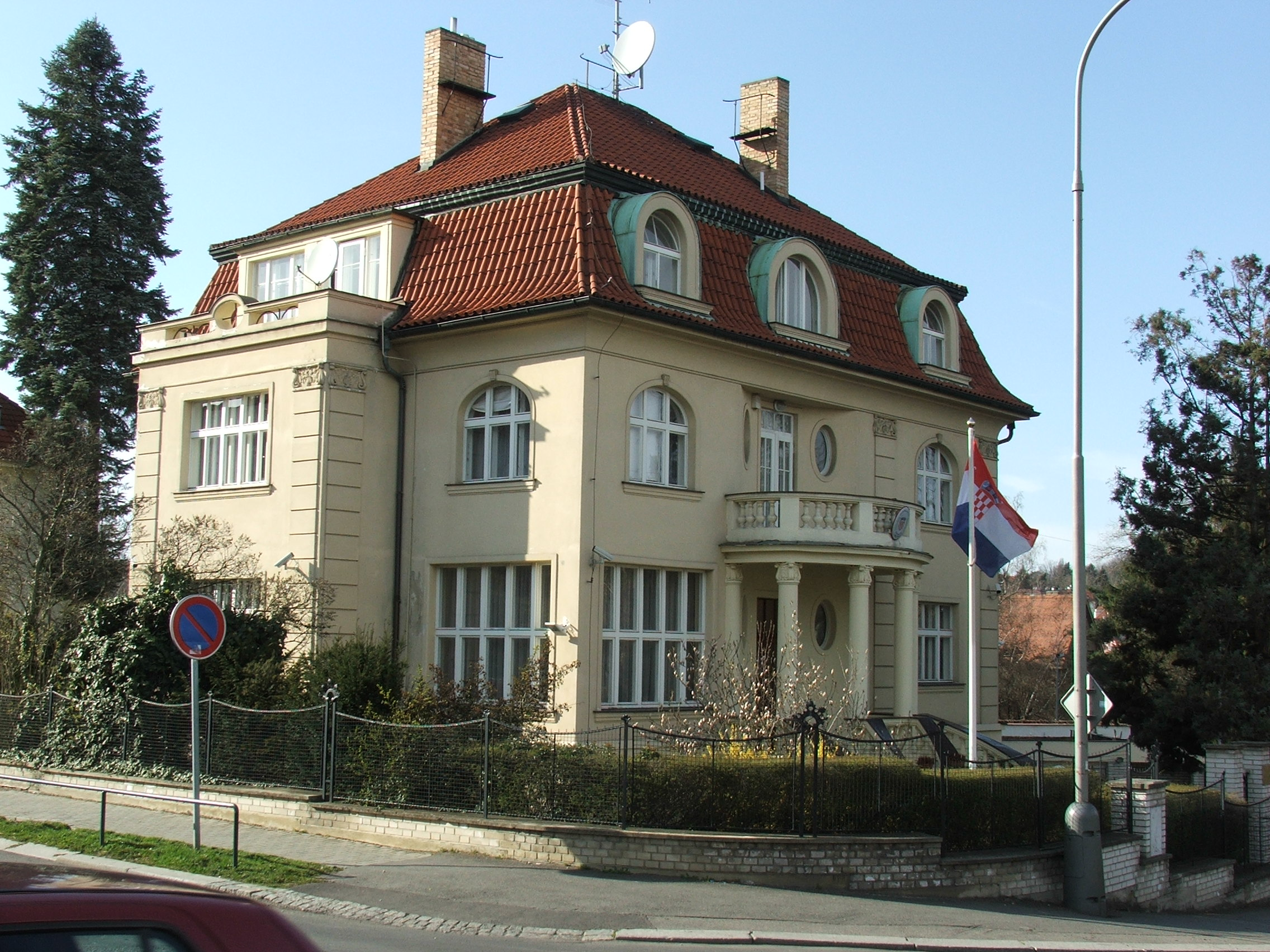
프라하 주재 크로아티아 대사관

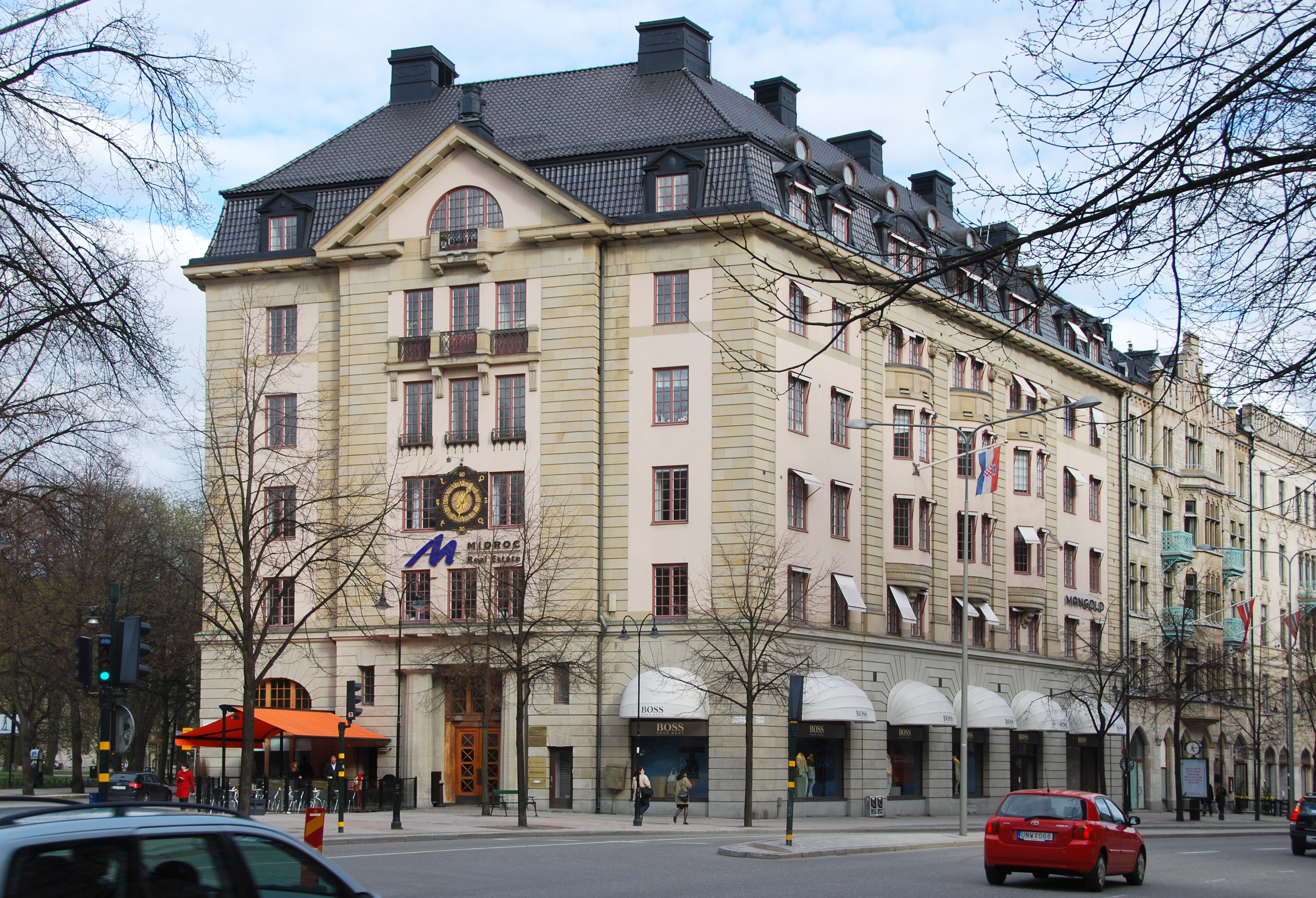
스톡홀름 주재 크로아티아 대사관

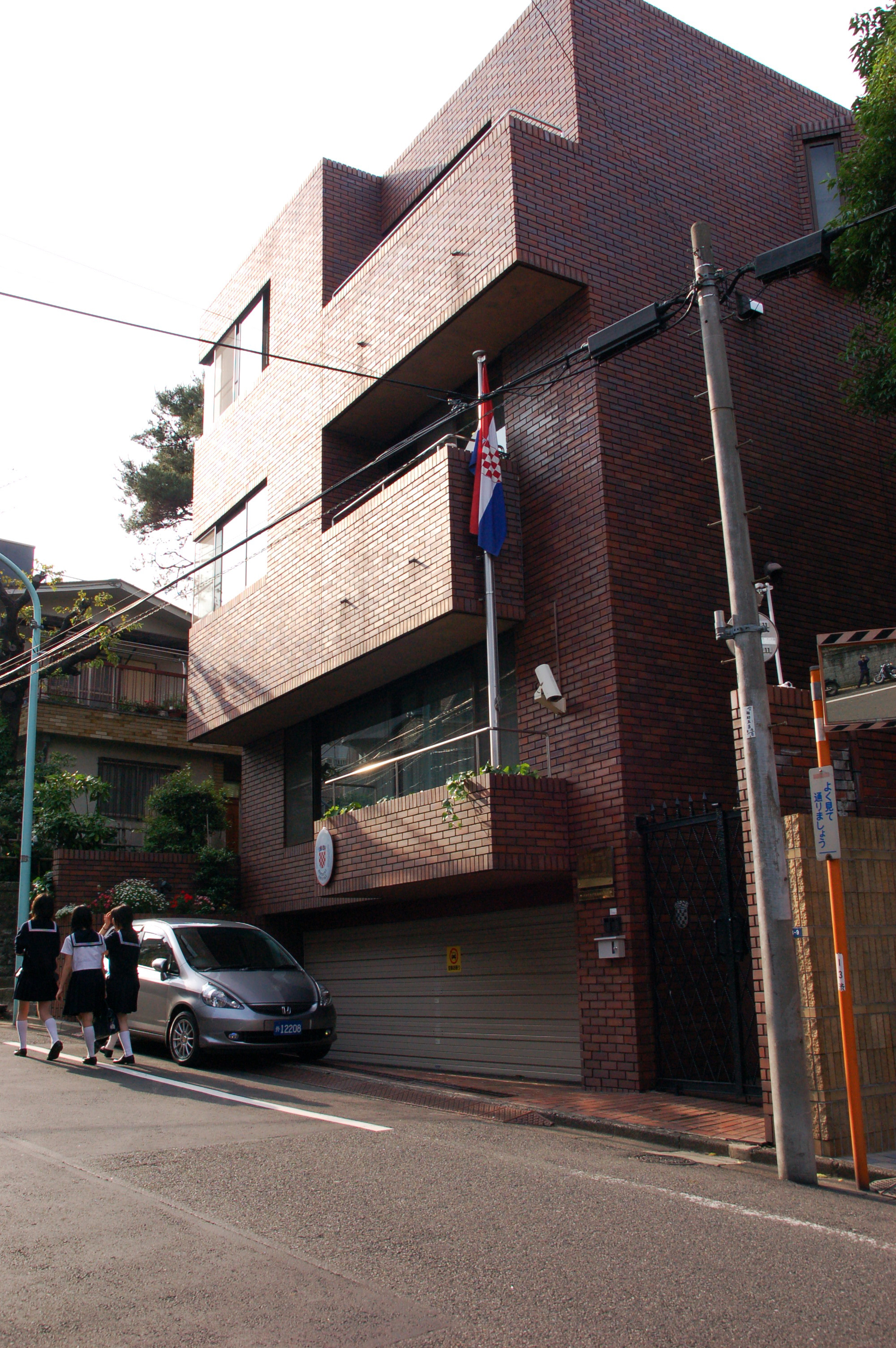
도쿄 도 주재 크로아티아 대사관

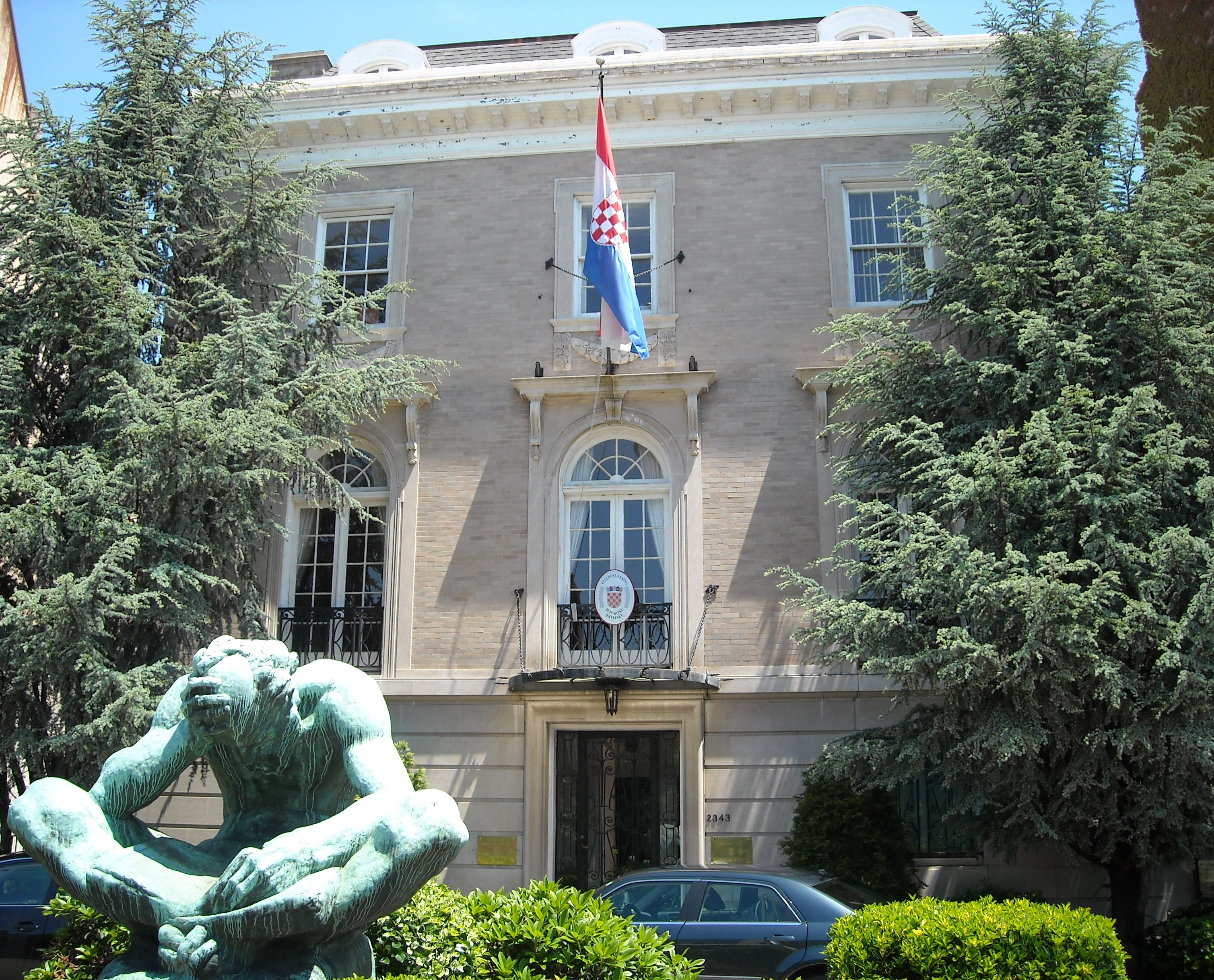
워싱턴 D.C. 주재 크로아티아 대사관

크로아티아의 재외공관 목록은 크로아티아 주재 대사관을 각국에 상주시켜 놓는 것을 의미하며 크로아티아의 재외공관을 나열한 목록이다.

## 아프리카
- 알제리
  - 알제 (대사관)
- 이집트
  - 카이로 (대사관)
- 모로코
  - 라바트 (대사관)
- 남아프리카 공화국
  - 프리토리아 (대사관)

## 아메리카
- 아르헨티나
  - 부에노스아이레스 (대사관)
- 브라질
  - 브라질리아 (대사관)
- 캐나다
  - 오타와 (대사관)
  - 미시소거 (총영사관)
- 칠레
  - 산티아고 (대사관)
- 미국
  - 워싱턴 D.C. (대사관)
  - 시카고 (총영사관)
  - 로스앤젤레스 (총영사관)
  - 뉴욕 (총영사관)

## 아시아
- 아제르바이잔
  - 바쿠 (대사관)
- 중화인민공화국
  - 베이징시 (대사관)
- 인도
  - 뉴델리 (대사관)
- 인도네시아
  - 자카르타 (대사관)
- 이란
  - 테헤란 (대사관)
- 이라크
  - 바그다드 (대사관)
- 이스라엘
  - 텔아비브 (대사관)
- 일본
  - 도쿄도 (대사관)
- 카자흐스탄
  - 아스타나 (대사관)
- 쿠웨이트
  - 쿠웨이트시티 (대사관)
- 말레이시아
  - 쿠알라룸푸르 (대사관)
- 카타르
  - 도하 (대사관)
- 대한민국
  - 서울특별시 (대사관)
- 튀르키예
  - 앙카라 (대사관)
  - 이스탄불 (총영사관)

## 유럽
- 알바니아
  - 티라나 (대사관)
- 오스트리아
  - 빈 (대사관)
- 벨기에
  - 브뤼셀 (대사관)
- 보스니아 헤르체고비나
  - 사라예보 (대사관)
  - 바냐루카 (총영사관)
  - 모스타르 (총영사관)
  - 투즐라 (총영사관)
- 불가리아
  - 소피아 (대사관)
- 체코
  - 프라하 (대사관)
- 덴마크
  - 코펜하겐 (대사관)
- 핀란드
  - 헬싱키 (대사관)
- 프랑스
  - 파리 (대사관)
- 독일
  - 베를린 (대사관)
  - 뒤셀도르프 (총영사관)
  - 프랑크푸르트암마인 (총영사관)
  - 함부르크 (총영사관)
  - 뮌헨 (총영사관)
  - 슈투트가르트 (총영사관)
- 그리스
  - 아테네 (대사관)
- 바티칸 시국
  - 바티칸 시국 (대사관)
- 헝가리
  - 부다페스트 (대사관)
  - 페치 (총영사관)
- 아일랜드
  - 더블린 (대사관)
- 이탈리아
  - 로마 (대사관)
  - 밀라노 (총영사관)
  - 트리에스테 (총영사관)
- 코소보
  - 프리슈티나 (대사관)
- 리투아니아
  - 빌뉴스 (대사관)
- 몬테네그로
  - 포드고리차 (대사관)
  - 코토르 (총영사관)
- 네덜란드
  - 헤이그 (대사관)
- 북마케도니아
  - 스코페 (대사관)
- 노르웨이
  - 오슬로 (대사관)
- 폴란드
  - 바르샤바 (대사관)
- 포르투갈
  - 리스본 (대사관)
- 루마니아
  - 부쿠레슈티 (대사관)
- 러시아
  - 모스크바 (대사관)
- 세르비아
  - 베오그라드 (대사관)
  - 수보티차 (총영사관)
- 슬로바키아
  - 브라티슬라바 (대사관)
- 슬로베니아
  - 류블랴나 (대사관)
- 스페인
  - 마드리드 (대사관)
- 스웨덴
  - 스톡홀름 (대사관)
- 스위스
  - 베른 (대사관)
  - 취리히 (총영사관)
- 우크라이나
  - 키이우 (대사관)
- 영국
  - 런던 (대사관)

## 오세아니아
- 오스트레일리아
  - 캔버라 (대사관)
  - 멜버른 (총영사관)
  - 퍼스 (총영사관)
  - 시드니 (총영사관)

## 대표부
- EU, NATO 크로아티아 정부 대표부 : 브뤼셀
- UN 크로아티아 정부 대표부 : 뉴욕, 빈, 제네바
- UNESCO 크로아티아 정부 대표부 : 파리
- 유럽 평의회 크로아티아 정부 대표부 : 스트라스부르
- 유럽 안보 협력 기구 크로아티아 정부 대표부 : 빈